# Barosso
Barosso (Бароссо) — з 1923 року італійський виробник автомобілів. Штаб-квартира розташована в місті Новара. У 1924 році компанія припинила виробництво автомобілів.

## Історія компанії
Компанія Barosso з Новари почала виробництво автомобілів у 1923 році.
Єдина модель була так званим "сайклкаром" (легким автомобілем) з двомісним кузовом. Одноциліндровий двигун, об'ємом 495 см3, забезпечував привод. Коробка передач мала дві швидкості для руху вперед та одну заднього ходу, і керувалася педалями.
У 1924 році компанія припинила діяльність.

## Список автомобілів Barosso
- 1923 - Barosso 495cc